# Vlag van Beetsterzwaag

Vlag van Beetsterzwaag

De vlag van Beetsterzwaag is de dorpsvlag van het Nederlandse dorp Beetsterzwaag, in de Friese gemeente Opsterland. De vlag werd in 1976 geregistreerd. Het ontwerp van de vlag is van de hand van Jelle Terluin.

## Beschrijving
De beschrijving van de vlag is als volgt:
Een broekzijde van blauw en geel; op het blauw een gele, rood gevoerde antieke kroon van 7 punten en daaronder een gele klaver, en een vluchtzijde van geel en rood.
De kleuren zijn afkomstig van het dorpswapen.

## Symboliek
- Indeling in vier rechthoeken: ontleend aan de vlag van Opsterland.[3]
- Klaver: symbool voor de landbouw in het gebied.[3]
- Kroon: verwijzing naar het Koningsdiep ten zuiden van het dorp. Ook verwijst de kroon naar de adellijke geslachten die in en rond het dorp woonden.[3]

## Zie ook

Wapen van Beetsterzwaag